# Фантомас (сериал)
«Фантома́с» (фр. Fantômas, человек-фантом) — мини-сериал (4 серии) совместного производства Франция-Германия (ФРГ), который был отснят в 1979 году по четырём романам, созданным французскими писателями Марселем Алленом и Пьером Сувестром. Сериал вышел на экраны в 1980 году. Главным героем сериала является гениальный преступник Фантомас. Режиссёрами сериала были Клод Шаброль и Хуан Луис Бунюэль (сын Луиса Бунюэля). Роль Фантомаса исполнил Хельмут Бергер, роль инспектора Жюва — Жак Дюфило.

## Сюжет
Каждая серия продолжительностью около полутора часов была, не учитывая незначительных изменений, основана на романе Аллена и Сувестра.

## Список серий
1. Магический эшафот / фр. L'échafaud magique (по первому роману «Фантомас»). Сюжет: в поезде убита маркиза, выигравшая в лотерею 100 тыс. французских франков, у неё похищен лотерейный билет. Комиссар Жюв начинает расследование этого убийства. Время действия, исходя из упоминаний службы лорда Бэльтама в Кении и премьеры Андалузского пса, — 1929 год.
2. Объятие дьявола / фр. L'étreinte du diable (по второму роману «Жюв против Фантомаса»). Сюжет: в ограбленной квартире обнаружено тело женщины, у которой переломаны все кости. Инспектор Жюв, будучи убеждён, что и здесь замешан Фантомас, вместе с Фандором приступает к расследованию.
3. Мертвец-убийца / фр. Le mort qui tue (по третьему роману «Мертвец-убийца»). Сюжет: в городе происходит серия убийств сразу после того, как из тюрьмы исчезает мёртвое тело. Предположительно убийства совершены человеком, который уже умер. За это расследование берётся журналист Фандор и с блеском доводит его до конца, но Фантомасу удаётся бежать.
4. Трамвай-призрак / фр. Le tramway fantôme (по пятому роману «Король — узник Фантомаса»). Сюжет: Фантомас похищает короля Трансильвании и от него узнаёт, где хранится главное богатство королевства — красный бриллиант. Инспектора Жюва принимают за Фантомаса, а Фантомас в это время убегает с бриллиантом. Леди Белтам посещает короля с предложением о выкупе бриллианта.